# Lärkhuvud

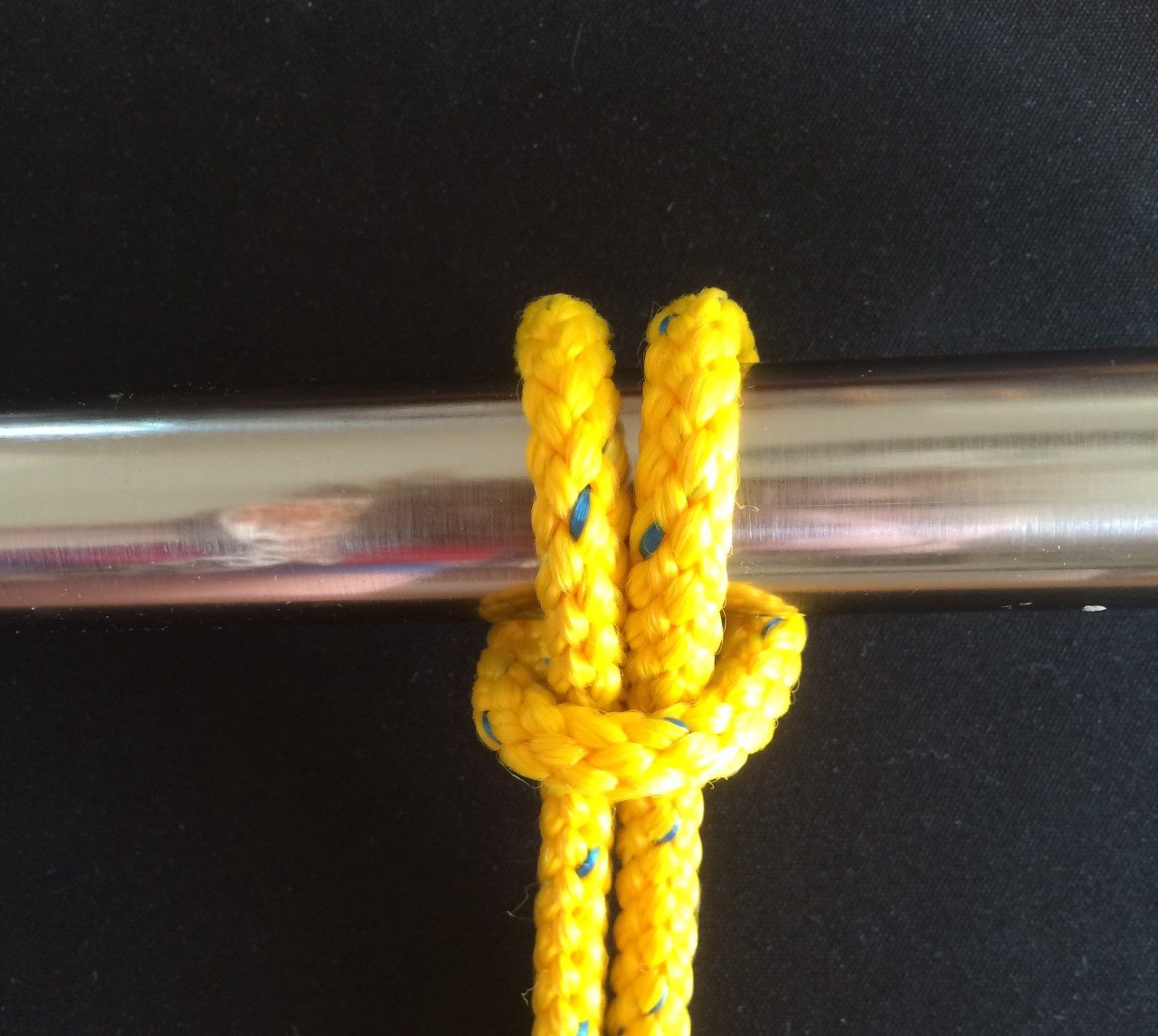
Lärkhuvud runt en stång.

Lärkhuvud är en enkel knop som främst används för att fästa en lina vid ett föremål. Ett lärkhuvud kan bildas på flera olika sätt, bland annat genom att två aviga halvslag slås på en lina, eller genom att en bukt slås på en lina vars ändar sedan får gå genom bukten. 
Lärkhuvudet används även då man slår en Prusikknop.
Då knopen är slagen om ett föremål och utsätts för halning dras den åt.